# 28073 Fohner
28073 Fohner este un asteroid din centura principală de asteroizi.

## Descriere
28073 Fohner este un asteroid din centura principală de asteroizi. A fost descoperit pe 17 august 1998 la Socorro, New Mexico, în cadrul proiectului LINEAR. Asteroidul prezintă o orbită caracterizată de o semiaxă mare de 2,80 ua, o excentricitate de 0,05 și o înclinație de 4,4° în raport cu ecliptica.